# Cristalleries du Val-Saint-Lambert
 (février 2024).

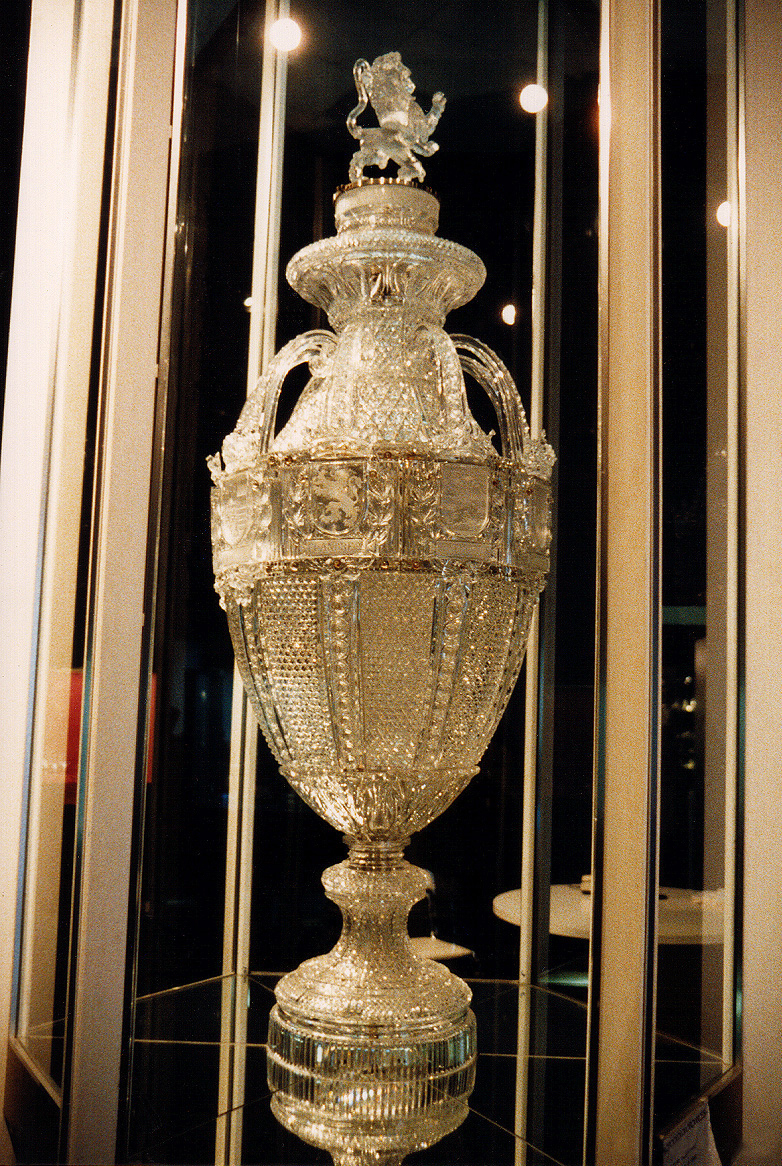
Val-Saint-Lambert, La coupe des neuf Provinces, vase monumental en cristal clair taillé (1894)

Les cristalleries du Val-Saint-Lambert furent créées en 1826 sur le site d'une ancienne abbaye à Seraing, près de Liège, en Belgique. De renommée mondiale, elles connurent une production intense et de grande qualité.
Depuis 2018, l'entreprise est majoritairement détenue par l'entrepreneur George Arthur Forrest.

## Histoire du site
L'abbaye du Val-Saint-Lambert fut créée au début du XIIIe siècle par des moines cisterciens au confluent du ruisseau de Villencourt et de la Meuse. Ils y observèrent la Règle de saint Benoît jusqu'à la Révolution, époque à laquelle ils furent chassés et leurs biens confisqués. Le domaine appartint alors à Jean-François Deneef, dernier bourgmestre de Seraing lors du royaume uni des Pays-Bas, jusqu'en 1825. Il y installa une filature mécanique de lin qui ne connut pas le succès. En 1825, le Val Saint-Lambert changea de propriétaires dans l'intention d'y installer une cristallerie.

## Historique de la cristallerie

### Migration de Vonêche et installation
À la suite de la chute de Napoléon à Waterloo, Aimé-Gabriel d'Artigues (1773-1848), propriétaire de la Verrerie impériale et royale de Vonêche qui écoulait une grande partie de sa production en France, connaît des difficultés financières, l'avenir du commerce du luxe ne s'annonce guère brillant. Son principal commanditaire, Louis XVIII accepte de l'aider, mais lui impose une installation en France s'il veut continuer à exporter sans taxe un quota défini de cristal. Aimé-Gabriel fait le choix de réoccuper la verrerie sainte Anne à Baccarat. Il délaisse son entreprise de Vonêche pour la sauver.
Un de ses anciens collaborateurs, promu son fondé de pouvoir à Vonêche en 1822, François Kemlin (1784-1855) lui propose alors, en juillet 1825, de racheter les installations de Vonêche pour 500 000 francs. Irascible, d'Artigues l'aurait démis sur le champ de son poste d'administrateur et de fondé de pouvoir. Après quelques vaines tentatives de réconciliation, François Kemlin participe en 1826 à la création d'une entreprise concurrente à Seraing. Le site du Val saint Lambert est propice : le combustible charbonneux ou bois de chauffe est abondant, il y a des carrières de calcaire non loin, la région est active dans la métallurgie (ferreux et non ferreux), il sera facile de s'y procurer le plomb nécessaire à la fabrication du cristal et, enfin, la bourgeoisie de Liège en lente voie de prospérité apparaît de plus en plus avide d'objets de luxe.
Kemlin a emmené avec lui son fidèle compagnon, Auguste Lelièvre (1796-1869) et, au départ, une centaine d'ouvriers de Vonêche. La société bénéficie d'importants soutiens financiers de la part de Guillaume d'Orange et du Baron Joseph de Bonaert. Le départ est donc rapide. En mai 1826, le premier four (à bois) est allumé, il comporte 8 creusets de 200 à 250 kilos. Le 6 juin 1826, la société anonyme des Verreries et Établissements du Val Saint-Lambert est créée. Kemlin en sera le directeur général jusqu'en 1838 (date à laquelle il quitte le Val pour fonder une nouvelle glacerie dans le Hainaut, à l'abbaye d'Oignies (Aiseau-Presles)), il est alors remplacé par Lelièvre qui a jusque-là occupé le poste de directeur technique.

### Les premières décennies
Rapidement, les fours à bois sont remplacés par des fours plus performants au charbon. Au départ, la production ne se distingue pas par son originalité, le Val Saint-Lambert produit des bouteilles, du verre à vitre et petit à petit, de la gobeleterie commune en demi-cristal. En 1836, la Société générale de Belgique rachète l'entreprise et Léopold Ier devient un actionnaire important. En 1839, le catalogue est imprimé en cinq langues, ses produits sont exportés dans le monde entier. Une chaudière à vapeur est installée pour actionner les tours des tailleurs. On produit des pièces soufflées dans des moules fermés puis des pressées, ce qui permet d'imiter les articles taillés mais à moindre coût. En 1843, des services qui deviendront célèbres apparaissent. L'entreprise investit aussi dans le social : maisons, école, infirmerie sont créées. VSL participe à l'Exposition des Produits de l'Industrie Belge à Bruxelles de 1841. La recherche technique est grande, on pratique la taille riche, des procédés de coloration, l'inclusion de filigranes.
En 1848, rien ne va plus, l'Europe est en pleine agitation. L'exportation étant devenue difficile, voire impossible, le Val Saint-Lambert doit alors ralentir sa production, il fait travailler ses fours et son personnel en alternance. Le chiffre d'affaires est divisé par trois.
Dans les années 1850, la production reprend de plus belle. Le chiffre d'affaires triple par rapport à celui de 1839. De nouvelles innovations techniques sont apportées (par exemple, la gravure à l'acide en 57), notamment avec l'arrivée d'un nouveau directeur, Jules Deprez en 1863. Un four Boëtius (four à gaz alimenté par un gazogène) est installé en 1870.
La concurrence s'intensifie, des événements internationaux nuisent aux exportations (Guerre de Sécession, la guerre franco-prussienne de 1870).
L'Exposition universelle de 1878 à Paris, provoque un renouveau artistique. Jules Deprez, grand voyageur, crée des représentations dans le monde entier. Le 1er août 1879 c'est l'acquisition des établissements des Verreries Namuroises et l'indépendance par rapport à la Société générale. En 1880, le Val occupe 2 800 personnes et produit 120 000 pièces par jour, c'est-à-dire cinquante millions par an.
En 1889, après la mort inopinée de Jules Deprez, c'est Henri Lepersonne qui reprend la direction, puis Georges Deprez (fils de Jules), en 1894. L'entreprise continue d'être à la pointe de la modernité : éclairage électrique, magasins, salle d'exposition, usine à gaz, voie de chemin de fer menée jusqu'à la fabrique…

### Le Val Saint Lambert et l'Art nouveau
Alors qu'en France, et particulièrement en Lorraine, le monde de la verrerie connait de nombreux changements stylistiques et techniques, grâce à l'impulsion d'artistes comme Émile Gallé, des artistes prestigieux travaillent au Val-Saint-Lambert. Gustave Serrurier-Bovy crée quelques pièces, où s'associent le cristal et le laiton, tandis que de 1906 à 1907, les frères Müller, qui ont été apprentis dans l'atelier de Gallé, réalisent de nombreuses pièces dont les décors sont travaillés à l'acide fluorhydrique.

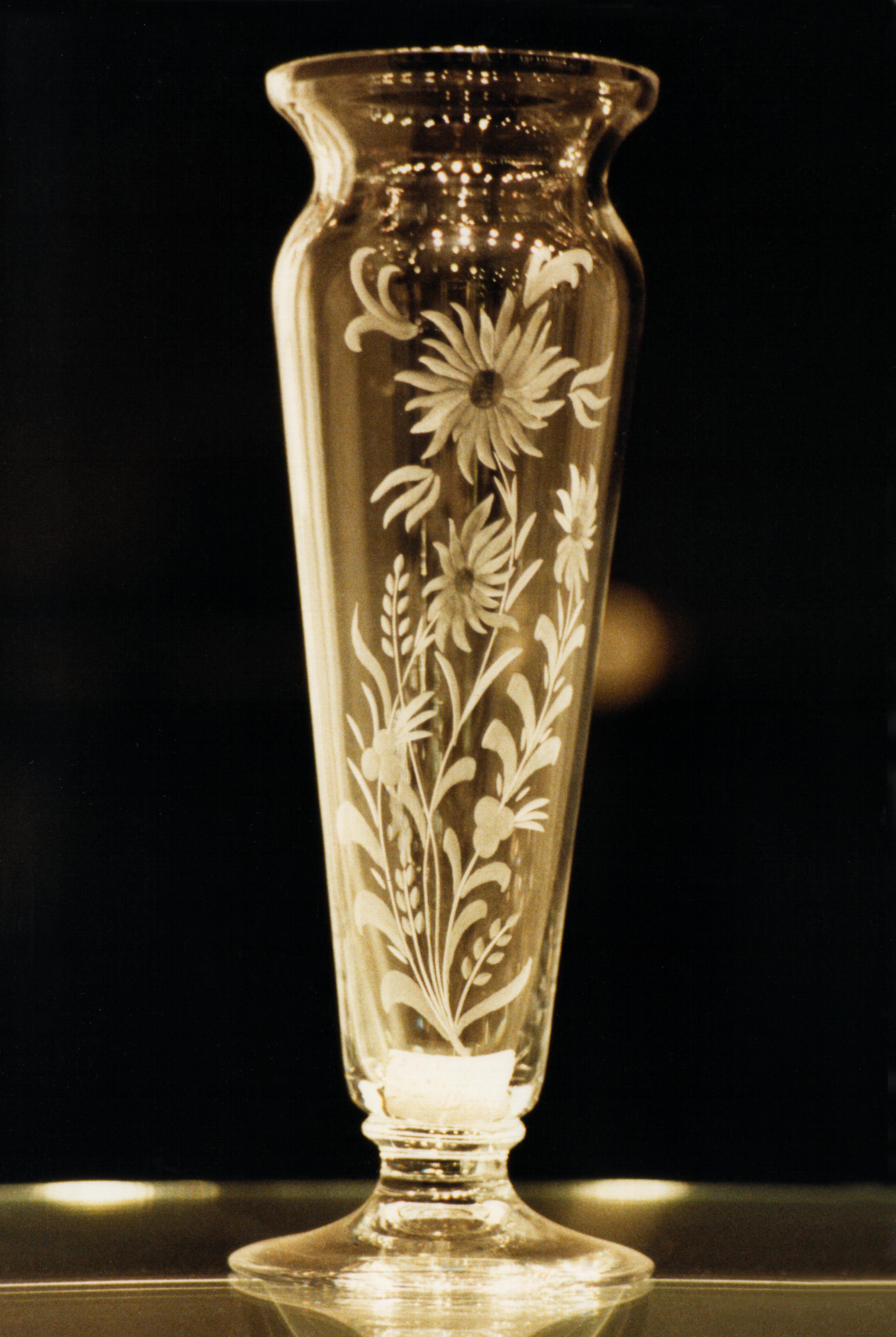

Au début du XXe siècle, ce sont plus de 160 000 objets qui sont fabriqués par jour ; 90 % de la production est exportée. 5 000 personnes y travaillent, et, en 1904, le catalogue reprend 192 modèles de services de table.
Mais la Première Guerre mondiale vient interrompre la production en plein essor. Au lendemain de l'Armistice, les fours sont rallumés et la production redémarre tant bien que mal. En 1921 — année de création du Parti communiste de Belgique — on assiste à la première grève.

### La prospérité et la période Art déco
Dans les années 1920 apparaît la galvanoplastie. Le centenaire de l'entreprise est fêté en grande pompe les 26 et 27 juillet 1926. Le prince et futur roi Léopold III est présent et de nombreux ouvriers sont décorés. Le directeur, à cette époque, est Marcel Fraipont. Mais, dans les années 1930, le verre de luxe est en crise. La mécanisation et l'automatisation font une entrée en force dans le verre commun. C'est à cette époque qu'apparait la lignée Luxval.

#### Luxval
Au début des années 1930, les conséquences du krach de Wall Street se font ressentir sur l’économie mondiale, et touchent également la manufacture du Val-Saint-Lambert. Les objets en cristal taillé, plus chers à la réalisation, s’écoulent moins bien. De plus, la production de verre moulé prend une importance considérable en Tchécoslovaquie, où la main d’œuvre est très bon marché, et plait au public européen. Ainsi, dans un souci de satisfaire ces nombreux clients, et sous l’influence de René Delvenne et Charles Graffart, alors respectivement professeur à l’école de dessin de l’entreprise et maître-graveur indépendant, la ligne Luxval est lancée. Bien que les objets en verre moulé soient déjà présents dans de nombreux catalogues antérieurs (dès 1904), et que certaines pièces de style Art déco, également en verre moulé, étaient déjà produites dès 1925, la première liste de tarifications de la gamme Luxval est émise le 15 avril 1934. Le catalogue dit « de 1935 » est complété par des pièces supplémentaires en 1938. Toute production confondue, cristal et semi-cristal, le client a désormais le choix entre 2 898 services différents.
En plein dans l’ère Art déco, la gamme Luxval en reprend les thèmes principaux : la faune (antilope, perruche, mouettes) et la flore (maïs, cyclamen, primevère), le sport (football, jeux olympiques), le tout dans une logique graphique de géométrie et d’épurement. De plus, les coloris choisis sont également à la mode, à savoir les pastels (rose, olive, ambre), l’améthyste, le noir et l’opalescent, dans la lignée des Lalique et Sabino.
Mais l’engouement pour le Luxval ne sera que de courte durée : même si le Val Saint-Lambert n'a pas trop à souffrir de la Seconde Guerre mondiale, il conserve ses ouvriers qui échappent à la déportation. L’arrivée de la guerre l’arrête en plein essor, et à son lendemain, les tendances stylistiques évoluent rapidement, au profit du cristal étiré, demandant également moins de travail que le cristal taillé. La lignée Luxval purement Art déco continue d’être produite jusque dans les années 1950, moment où le catalogue est réduit. Enfin, c’est dans les années 1960 que la production Luxval s’arrête, avec comme dernières pièces, les services en verre moulé incolore dépourvus de caractère (« Ecailles », « Eclat », « Côtes plates »).

### Le déclin
Toutefois la grande époque est passée. Le Val Saint-Lambert connaît toujours une production prestigieuse de grande qualité artistique, mais la puissance économique n'y est plus. On y produit aussi des vitraux pour des bâtiments publics et ecclésiastiques. Le nombre de personnes employées décline, les ennuis financiers s'accumulent. L'État devient actionnaire en 1971, via la Société nationale d'investissement. Un sursaut intervient cependant: en 1975, après six mois d'occupation par les syndicats, la SNI crée la Manufacture de cristaux du Val Saint Lambert S.A. qui doit engager 306 des 615 personnes encore employées par les Cristalleries. Pierre Simon, alors  administrateur-directeur général, réalise les investissements prévus, dont un four à bassin, rationalise et remet la production en ligne et, effectuant entre autres deux restructurations, augmente le chiffre d'affaires et la productivité exponentiellement, particulièrement aux États-Unis, jusqu'en 1985 (C.A. de 176 à 340 MBef). En 1987, La Région Wallonne vend alors la Manufacture (avec la marque!), pour un franc symbolique à un Mr Depuydt, qui en tire une petite fortune en "vendant par appartements". La Province de Liège rachètera à grand frais le vase des 9 provinces à une asbl Hollandaise, alors que Mme Veuve Depuydt menace de le mettre en vente chez Sotheby's. Après de nombreuses péripéties, en décembre 2005, Val Saint-Lambert International entre en Bourse. Depuis 2002 et la reprise par Sylvie Henquin, les reprises se succèdent avec, en 2008, un duo d'entrepreneurs Justin Onclin et Pierre Grivegnée qui déposent le bilan en 2013 avant que le Val soit repris par Jacques Somville puis l'homme d'affaires George Forrest reprenne 75% des parts de l'entreprise en juillet 2018.
En 2008, les ateliers des Cristalleries du Val-Saint-Lambert occupaient 58 personnes.

## Recherche artistique
Dès les origines, le Val-Saint-Lambert s'attache de grands artistes pour créer des modèles qui, devenus classiques sont produits en grande quantité. Citons, par exemple, Camille Renard (14 mai 1832-?), Léon Foller, Louis Leloup…

## Représentation mondiale
Vers 1900, le réseau commercial couvre le monde entier. La société dispose de dépôts à Bruxelles, à New York, et d'agents partout dans le monde : Londres, Paris, Marseille, Amsterdam, mais aussi en Italie, en Espagne, au Portugal, en Autriche, en Turquie, en Égypte, en Roumanie, en Grèce ; il y a neuf agents aux Indes, cinq en Australie, un au Canada, quatre en Chine et [Combien ?] au Japon. D'autres pays sont visités par des agents itinérants.
Les catalogues (tarifs) ont été édités régulièrement (1855, 1862, 1872, 1879). Des services classiques (Poniatowsky, Metternich, Lallaing…) seront produits pendant plus de cent ans. Certains produits sont adaptés à la demande étrangère (verre à sherry, à whisky britannique, bourbon américains…).

## Une production diversifiée
Des verres à boire, des flacons, des verres d'éclairage, coupes à fruits, vases de décoration, mais aussi des presse-papier, des coupe-papier…

## Production intégrée

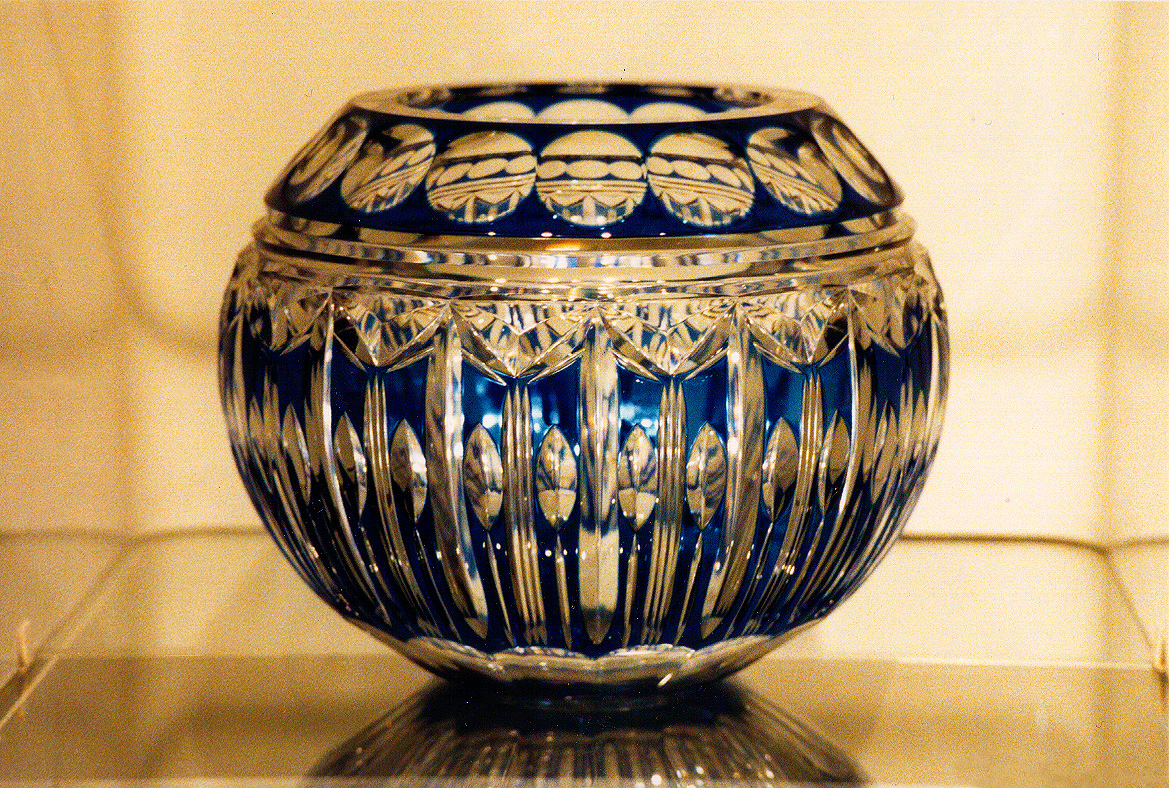
Val Saint-Lambert, Art déco (192x)

Vers 1900, l'entreprise s'étend sur quatre sites : le site principal du Val Saint-Lambert, les établissements de Herbatte à Namur fondés en 1851 et de Jambes (1850), tous deux faisant partie des Verreries namuroises absorbées en 1879. Et, enfin, les établissements de Jemeppe qui datent de 1881 et furent achetés en 1883. Ils sont tous reliés à la ligne de chemin de fer Liège-Namur.
La qualité des matières premières étant de la plus haute importance, elles sont fabriquées sur place. Le sable y est lavé (7 000 tonnes), Le minium y est fabriqué. Les fours et creusets sont également fabriqués sur place (1 500 tonnes de terre réfractaire). Le gaz des fours à gaz Siemens ou Boëtius de douze à dix-huit creusets est fabriqué sur place. L'alimentation des fours en charbon (54 000 tonnes) se fait en sous-sol pour ne pas contaminer les produits. Huit halles de vingt fours occupent 8 000 mètres carrés. La chaleur des fours Boëtius est récupérée pour faire de la vapeur. Lors de la moulure, le souffle du verrier est remplacé par de l'air comprimé. Le coupage à la flamme a également été un perfectionnement notable. Une machine, conduite par une seule opératrice, peut produire 3 000 gobelets par jour.
L'énergie nécessaire à la taille, à l'origine manuelle fut rapidement remplacée par une roue hydraulique et, dès 1836, par une machine à vapeur. Il y a 800 tours dans six tailleries (quatre au Val-Saint-Lambert, une à Herbatte, une à Jemeppe).
La gravure, qui se faisait au tour, fut ensuite réalisée à l'acide fluorhydrique après application d'un masque d'encre imprimé. Cela permet de réaliser de grandes quantités de pièces de manière économique. Ainsi, 40 000 cheminées de lampe sont gravées chaque jour avec le logo de différents fabricants liégeois de lampes à pétrole. On a aussi la gravure au sable inventée par l'Américain Tilghman où un jet d'air ou de vapeur entraîne du sable.
On y effectue également de la peinture sur verre.
L'éclairage est au gaz et à l'électricité. Une usine à gaz produit journellement plus de 2 000 m3 de gaz, 58 lampes à arc et 656 lampes à incandescence éclairent l'entreprise.
Les établissements sont reliés au chemin de fer Liège-Namur.
Il y a des ateliers mécaniques pour la construction des moules en fonte, d'autres pour la fabrication des caisses d'emballage.

## Institutions ouvrières
Dès le début, les dirigeants sont convaincus qu'une production de qualité passe par le bien-être des ouvriers. Ainsi, vers 1900, le Val-Saint-Lambert est le théâtre de diverses actions sociales :
- Écoles : il y a eu une école primaire pour les enfants des ouvriers. Lorsqu'elle a été rendue inutile par la création d'écoles communales, seules ont persisté une école de dessin et une école de musique. Le VSL forme ses artistes ;
- Logements : le but est de procurer des maisons salubres avec jardin aux ouvriers ; 186 logements ouvriers dont 111 dans l'enceinte même des établissements sont construits et mis à disposition ;
- Caisse d'épargne : l'épargne est encouragée parce qu'elle est un stimulant pour l'activité et un frein pour les passions ;
- Société d'économie : les associés des sociétés d'économie s'engagent à verser un montant chaque mois. Il sert à acheter des obligations. Le but est d'encourager l'épargne. Elles existent depuis 1868 ;
- Caisse de secours : celle-ci est alimentée par un prélèvement sur le salaire des ouvriers. L'ouvrier malade a droit à la moitié de sa paie. Il a également droit aux secours du médecin pour lui et toute sa famille et aux médicaments pour lui. La caisse est administrée par une commission dont les membres sont des ouvriers élus ;
- Sociétés de secours mutuels : il existe deux sociétés de secours mutuels reconnues par le Gouvernement : la Société de Saint-Louis, fondée en 1856 et qui se compose essentiellement d'ouvriers tailleurs et l'Union des Verriers, fondée en 1884 qui compte déjà plus de cent membres ;
- Caisse de retraite et de pension : destinée à venir en aide aux vieux ouvriers, aux veuves et aux orphelins ;
- Magasin alimentaire : l'entreprise fournit des denrées alimentaires à bas prix et de qualité. Elle achète en gros et revend au détail avec un petit bénéfice. Afin d'empêcher les ouvriers de contracter des dettes, elle les oblige à payer comptant ;
- Société coopérative : après douze ans, le magasin alimentaire fut pris en charge par les ouvriers. Sous la dénomination Magasin alimentaire des ouvriers du Val Saint-Lambert, il est administré par les ouvriers. Les bénéfices sont reversés aux consommateurs. Ce modèle s'est exporté sur les sites de Herbatte et de Jambes ;
- Sociétés d'agrément : elles proposent des distractions saines et honnêtes. Profit intellectuel, moral et hygiénique. Devenues royales après une sérénade qu'elles avaient été autorisées à donner aux souverains lors d'une visite à Ostende le 14 août 1887. La société d'harmonie qui existe depuis la fondation de la société et qui comporte 85 exécutants et 600 membres honoraires. Elle est réputée dans tout le pays. La société royale de chant qui compte 115 membres exécutants. Il existe aussi une société de gymnastique (45 membres) et une société de tempérance qui vise à limiter la consommation d'alcool et qui compte 250 membres.

On trouve également ce genre d'institutions, à la même époque, à quelques kilomètres de là, à la Société de la Vieille Montagne.